# Жёлтые Воды I
Жёлтые Воды I (укр. Жовті Води I) — железнодорожная станция железных дорог Украины. Расположена на линии Пятихатки — Кривой Рог возле села Мирное Пятихатского района Днепропетровской области. Имеет ответвление на станцию Жёлтые Воды II.
История возникновения станции тесно связана с промышленной разработкой железорудных залежей на реке Жёлтой, начавшейся в 1895 году. Руду из карьеров вывозили гужевым транспортом на станцию Пичугино.
На станции останавливаются электропоезда сообщением Пятихатки—Кривой Рог.
До 1974 года называлась Жёлтые Воды.